# Eurithia castellana
Eurithia castellana là một loài ruồi trong họ Tachinidae.